# Vidadi Narimanbeyov
Vidadi Narimanbeyov (en azerí:Vidadi Nərimanbəyov;Caen, 13 de julio de 1926 – Bakú, 13 de diciembre de 2001) fue pintor de Azerbaiyán, Artista del Pueblo de la RSS de Azerbaiyán.

## Biografía
Vidadi Narimanbeyov nació el 13 de julio de 1926 en Caen. En 1943-1944 y 1950-1953 estudió estudió en el Colegio Estatal de Arte en nombre de Azim Azimzadeh. En 1960 se graduó de la Academia de Arte de Tiflis. En 1961 fue elegido el miembro de la Unión de Artistas de la Unión Soviética. Las obras del pintor se exhibieron en las exposiciones en Azerbaiyán, Hungría, Bulgaria, Rumania, Alemania, Argelia, Finlandia, Italia, Austria, Turquía, India, Irak.
Vidadi Narimanbeyov murió el 13 de diciembre de 2001 en Bakú.

## Premios y títulos
- Orden de la Insignia de Honor
- Artista de Honor de la RSS de Azerbaiyán (1977)
- Artista del Pueblo de la RSS de Azerbaiyán (1982)
- Orden Shohrat (2001)